# Tres Puentes Uno
Tres Puentes Uno es una localidad del municipio de Larráinzar ubicado en la región de Los Altos del estado mexicano de Chiapas.

## Geografía
La localidad de Tres Puentes Uno se sitúa en las coordenadas geográficas 16°56′13″N 92°45′23″O / 16.936944, -92.756389, a una elevación de 1,578 metros sobre el nivel del mar.

## Demografía
Según el Censo de Población y Vivienda 2020, efectuado por el Instituto Nacional de Estadística y Geografía, la localidad de Tres Puentes Uno tiene 515 habitantes, de los cuales 267 son del sexo masculino y 248 del sexo femenino. Su tasa de fecundidad es de 3.38 hijos por mujer y tiene 102 viviendas particulares habitadas.
| Gráfica de evolución demográfica de Tres Puentes Uno entre 1910 y 2020 |
|                                                                        |
| INEGI.                                                                 |